# Zhuhai Championships 2023
Lo Zhuhai Championships 2023 è stato un torneo di tennis giocato sul cemento. Si è trattato della seconda edizione del torneo (la prima dal 2019), facente parte della categoria ATP Tour 250 nell'ambito dell'ATP Tour 2023. Si è giocato al Hengqin International Tennis Center di Zhuhai, in Cina, dal 20 al 26 settembre 2023.

## Partecipanti

### Teste di serie
| Nazionalità | Giocatore               | Ranking* | Testa di serie |
| ----------- | ----------------------- | -------- | -------------- |
|             | Karen Chačanov          | 15       | 2              |
| Regno Unito | Cameron Norrie          | 17       | 2              |
| Germania    | Jan-Lennard Struff      | 23       | 3              |
| Stati Uniti | Sebastian Korda         | 33       | 4              |
| Argentina   | Tomás Martín Etcheverry | 35       | 5              |
| Stati Uniti | Mackenzie McDonald      | 39       | 6              |
| Regno Unito | Andy Murray             | 41       | 7              |
| Giappone    | Yoshihito Nishioka      | 46       | 8              |

* Ranking all'11 settembre 2023.

### Altri partecipanti
I seguenti giocatori hanno ricevuto una wildcard per il tabellone principale:
- Li Zhe
- Mo Yecong
- Zhou Yi

Il seguente giocatore è entrato in tabellone con il ranking protetto:
- Jiří Veselý

I seguenti giocatori sono passati dalle qualificazioni:

- Marc Polmans
- Dane Sweeny
- Luke Saville
- Alex Bolt

### Ritiri
Prima del torneo
- Borna Ćorić → sostituito da  Shang Juncheng
- Tallon Griekspoor → sostituito da  Diego Schwartzman
- Jason Kubler → sostituito da  Dalibor Svrčina
- Daniil Medvedev → sostituito da  Aleksandar Kovacevic
- Aleksandr Ševčenko → sostituito da  Kimmer Coppejans
- Lorenzo Sonego → sostituito da  Rinky Hijikata
- Botic van de Zandschulp → sostituito da  Lloyd Harris
- Jeffrey John Wolf → sostituito da  Térence Atmane

## Partecipanti al doppio

### Teste di serie
| Nazione     | Giocatore         | Nazione       | Giovatore       | Ranking* | Testa di serie |
| ----------- | ----------------- | ------------- | --------------- | -------- | -------------- |
| Belgio      | Sander Gillé      | Belgio        | Joran Vliegen   | 41       | 1              |
| Regno Unito | Jamie Murray      | Nuova Zelanda | Michael Venus   | 50       | 2              |
| Stati Uniti | Nathaniel Lammons | Stati Uniti   | Jackson Withrow | 55       | 3              |
| Austria     | Alexander Erler   | Austria       | Lucas Miedler   | 73       | 4              |

* Ranking aggiornato all'11 settembre 2023.

### Altri partecipanti
Le seguenti coppie di giocatori hanno ricevuto una wildcard per il tabellone principale:
- Gao Xin /  Li Zhe
- Mo Yecong /  Wang Xiaofei

La seguente coppia di giocatori è entrata in tabellone con il ranking protetto:
- Sriram Balaji /  Andre Begemann

La seguente coppia di giocatori è entrata in tabellone come alternate:
- Marc Polmans /  Matthew Christopher Romios

### Ritiri
Prima del torneo
- Aslan Karacev /  Luke Saville → sostituiti da  Marc Polmans /  Matthew Christopher Romios
- Ben McLachlan /  Yoshihito Nishioka → sostituiti da  Toshihide Matsui /  Yoshihito Nishioka

## Punti
| Evento    | V   | F   | SF | QF | 2T | 1T   | Q    | Q2   | Q1   |
| Singolare | 250 | 150 | 90 | 45 | 20 | 0    | 12   | 6    | 0    |
| Doppio    | 250 | 150 | 90 | 45 | 0  | N.D. | N.D. | N.D. | N.D. |

## Montepremi
| Evento    | V        | F       | SF      | QF      | 2T      | 1T      | Q2     | Q1     |
| Singolare | $149,330 | $87,110 | $51,215 | $29,675 | $17,230 | $10,530 | $5,265 | $2,870 |
| Doppio*   | $51,880  | $27,750 | $16,270 | $9,100  | $5,360  | N.D.    | N.D.   | N.D.   |

* per team

## Campioni

### Singolare
Karen Chačanov ha sconfitto in finale  Yoshihito Nishioka con il punteggio di 7-6(2), 6-1.
• È il quinto titolo in carriera per Chačanov, il primo in stagione.

### Doppio
Jamie Murray /  Michael Venus hanno sconfitto in finale  Nathaniel Lammons /  Jackson Withrow con il punteggio di 6-4, 6-4.